# Impasto (cucina)

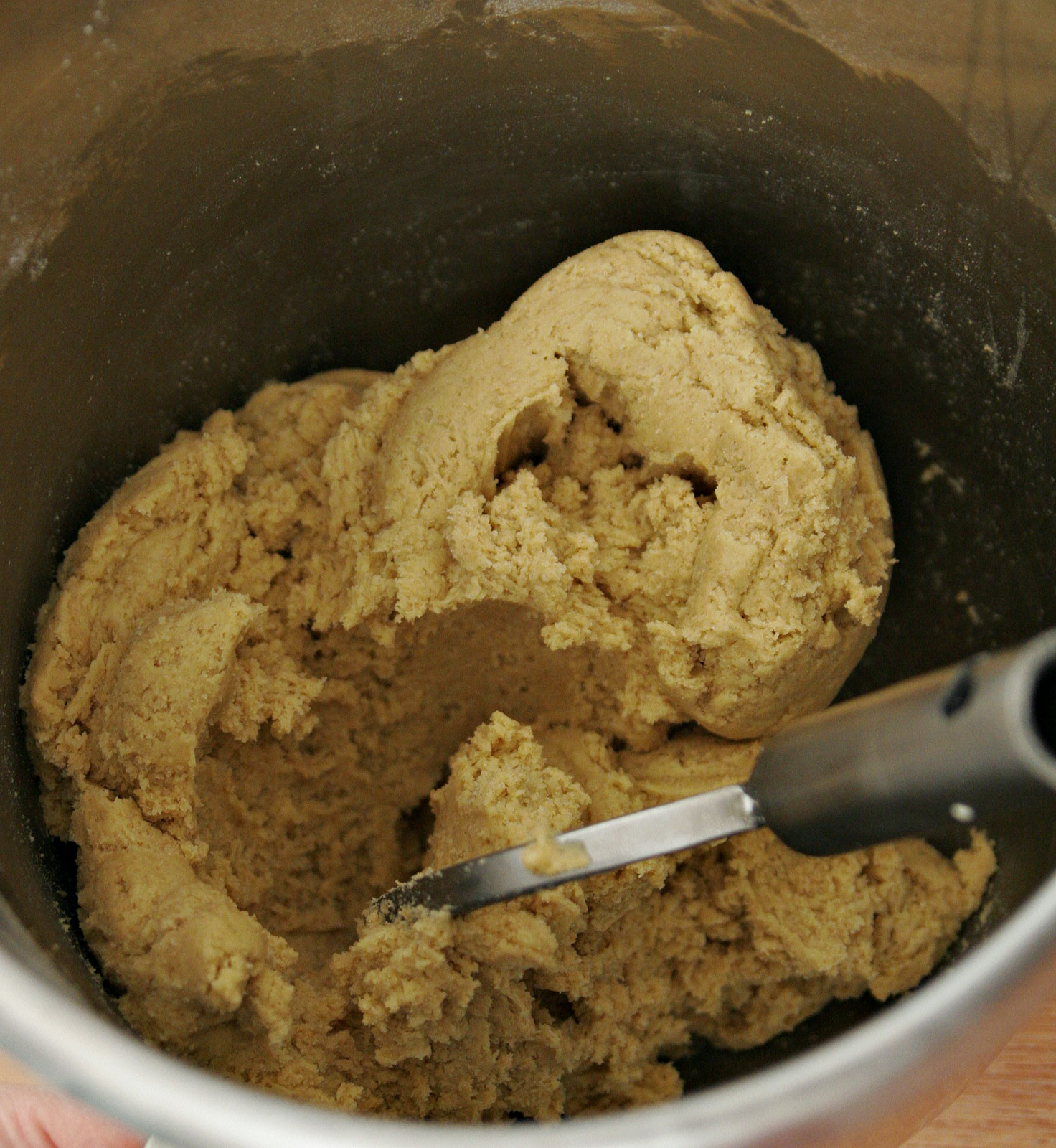
Impasto

Un impasto, in cucina, è una massa risultante dall'unione di farina con acqua e/o altri liquidi, e punto di partenza per la preparazione di vari alimenti, tra cui pane, pasta, pizza, biscotti, torte, focacce e altri prodotti di pasticceria.
Ci sono molti tipi di impasto a seconda del tipo di farine utilizzate e a seconda delle aggiunte che possono avvenire rispetto agli ingredienti base. Infatti l'impasto può prevedere anche l'uso di latte o uova e le farine utilizzate possono provenire dai cereali, dai legumi, da patate o da castagne.
L'impasto ottenuto può prevedere eventualmente l'aggiunta di sale, zucchero, olio e altri ingredienti, come il lievito. Il risultato ottenuto può essere utilizzato in numerose e svariate maniere per la produzione di pasta fino alla preparazione di svariati tipi di pane.

## Tipi di impasto
- Pasta choux
- pasta brisé
- pasta fillo
- pasta frolla
- pasta sfoglia
- pasta di mandorle